# Tetramorium decem
Tetramorium decem (лат.) — вид муравьёв из подсемейства Myrmicinae (Formicidae).

## Распространение
Африка: Зимбабве, Кения, Танзания.

## Описание
Мелкие земляные муравьи; длина рабочих 3—4 мм. Блестящие, сверху слабо скульптированные. Длина головы рабочих (HL) 0,71–0,74 мм, ширина головы (HW) 0,59–0,62 мм. Голова с субпараллельными почти прямыми боками. Основная окраска тела красновато-коричневая, брюшко буровато-чёрное. Усики рабочих и самок 10-члениковые. Усиковые бороздки хорошо развиты, длинные. Боковые части клипеуса килевидно приподняты около места прикрепления усиков. Жвалы широкотреугольные с зубчатым жевательным краем. Стебелёк между грудкой и брюшком состоит из двух члеников: петиолюса и постпетиолюса (последний четко отделен от брюшка), жало развито, куколки голые (без кокона). Заднегрудка с 2 короткими и широкими проподеальными шипиками. Брюшко гладкое и блестящее. Гнездятся в земле.

## Таксономия
Включён в видовую группу Tetramorium decem species group. Вид был впервые описан в 1913 году швейцарским мирмекологом Огюстом Форелем (Швейцария) в составе подрода Decamorium. В 1922 году в связи повышением статуса подрода до отдельного рода (Wheeler W.M., 1922), вид именовался как Decamorium decem.

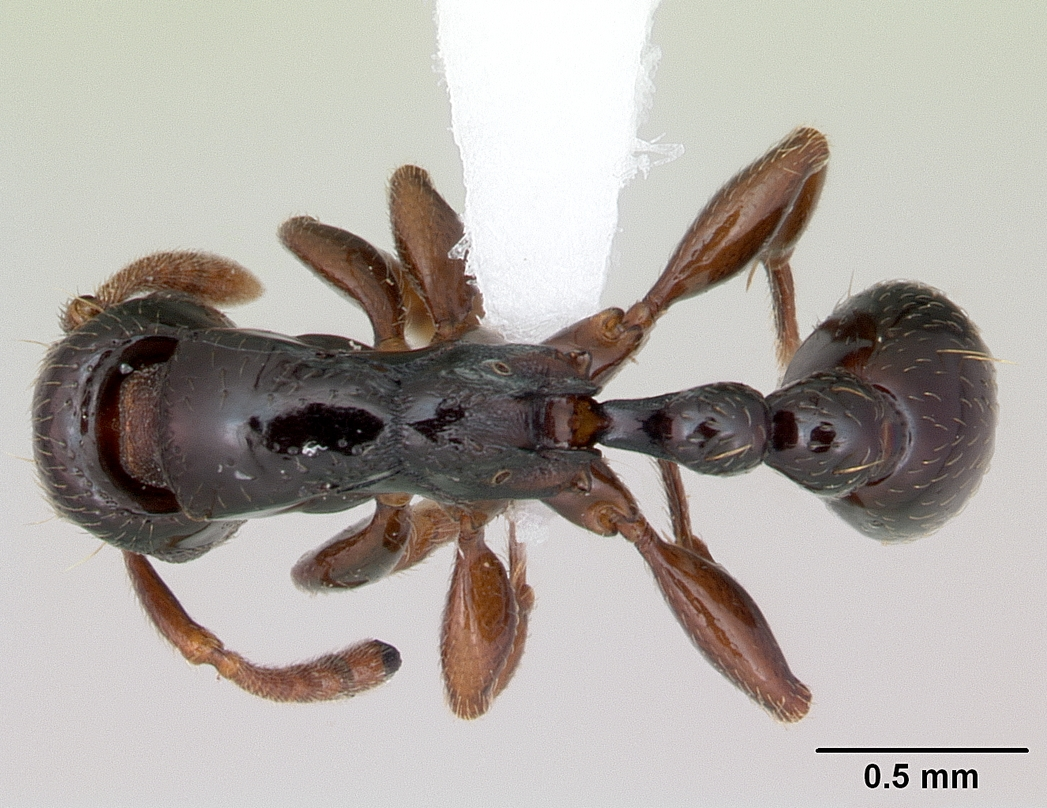
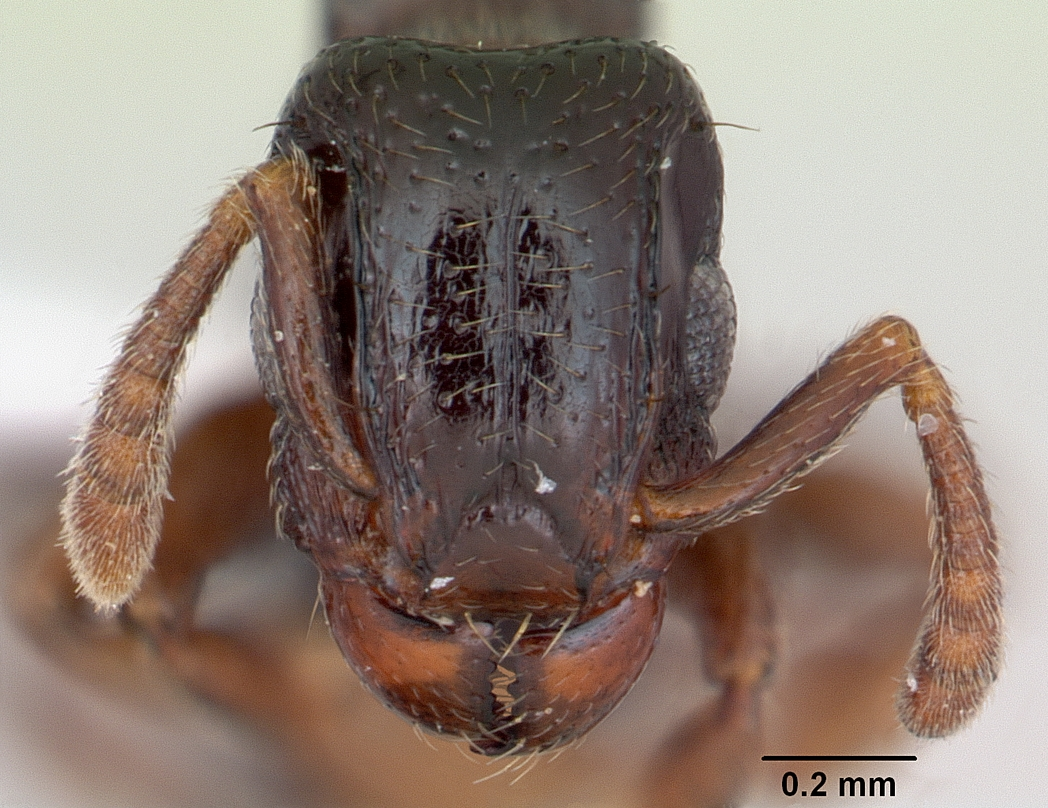